# Rue de la Barre (Lyon)
Ne doit pas être confondu avec Rue de la Barre (Lille).
La rue de la Barre est une rue du quartier de Bellecour située sur la presqu'île dans le 2e arrondissement de Lyon, en France.

## Situation et accès
La rue commence entre les places Bellecour et Le Viste, au niveau de la fin de la rue de la République, et se termine en face du pont de la Guillotière, entre le quai Jules-Courmont et le quai du Docteur-Gailleton.  La rue des Marronniers commence rue de la Barre tandis que la rue Bellecordière s'y termine.
La rue est en zone 30 avec une bande cyclable. La circulation se fait dans le sens inverse de la numérotation. Une voie est en site propre pour les bus   C9 C12 mais il n'y a pas d'arrêt dans cette rue. 
Un stationnement est prévu en début de rue pour les livraisons mais uniquement lors des jours ouvrables et limité à 30 minutes, et un stationnement pour les deux-roues motorisés destinés à la livraison de repas à domicile. Un stationnement cyclable est également disponible. Après la rue Bellecordière, le stationnement est réservé au transport de fonds et à la station de taxis.

## Origine du nom
Le nom de cette rue vient d'un droit d'entrée, établi en 1409 par lettres patentes du roi, pour l'entretien du pont du Rhône, où se trouve l'actuel pont de la Guillotière. La perception était indiquée par une barre que l'on levait après acquittement des droits.

## Histoire
Auparavant, cette voie était un fragment de la rue Bourgchanin. Elle a aussi porté le nom de rue du pont du Rhône, à la fin du XVIIe siècle.
Agricol Perdiguier (1805-1875) loge au N°16 lors de son tour du compagnonnage où il apprend la menuiserie.
Antoine Lumière (1840-1911) père d'Auguste et Louis Lumière, a son atelier de photographie au 15 rue de la Barre, avant la construction de l'aile sud de l'Hôtel-Dieu de Lyon. Il propose, entre autres, des photographies faites de nuit par un procédé de lumière artificielle.